# ルビーパーティー
ルビーパーティー（Ruby Party）は、コーエーテクモゲームス（旧コーエー）の乙女ゲーム「ネオロマンスシリーズ」等の制作チーム。また、同社の女性向けコンテンツの制作等を担当する社内ブランドの一つ。関連書籍でも原作者としてクレジットされている。表記ゆれがあり「ルビー・パーティー」と中黒が入って表記されることもある。
1994年に『アンジェリーク』を発売し、世界初の「女性向け恋愛ゲーム」というジャンルを新規開拓した。名前の由来は、宝石の女王とされ情熱や純愛を表す「ルビー」を女性の象徴として選び、仲間を意味する「パーティー」を加えたもの。

## 歴史
1980年代のコンピュータゲームは戦争を題材にしたゲームや、アクションゲーム、シューティングゲームが多く、ユーザーには男性が圧倒的に多かった。しかし光栄の専務だった襟川恵子は「人類の半分は女性だ」「女性の好みを踏まえたゲームを作れば、女性もゲームを楽しんでくれるはずだ」と当初より主張し、女性向けのゲームの製作を目指した。この着想については、後年佐藤辰男が「市場もなかったのに、よくそんな風に思い込めるね」として、襟川の先見の明に感嘆している。
当初は女性スタッフが1人しかいなかったが、1987年に女性のプログラマーやゲームクリエーターの採用を始め、徐々に女性の採用数を増やしていった。女性の中にゲーム制作者は少なく経験を積むのに時間がかかり、またゲーム制作のスキルを得たスタッフが結婚して退職するなどでチームとして発足するには時間がかかった。しかし、襟川は諦めず10年をかけて女性中心のゲーム製作チーム・ルビーパーティーを結成し、1994年に第1作の『アンジェリーク』を完成させた。女性中心のチームではあるが、ゲームシステムの構築にはシブサワ・コウをはじめ男性陣の関与も入っている。
『アンジェリーク』第1作はスーパーファミコンでの発売だったため、台詞はテキストのみでキャラクターに音声などは入っていなかったものの、ドラマCDもゲームとほぼ同時に発売された。女性向けゲームは男性向けのゲームに比べ市場が小さいことが予想されたため、最初から様々なメディアで展開することで、女性向けのゲームがあることを周知するための企画だった。また、ゲームでは表現しきれない部分を補完する役割もあった。
このほか声優を起用したイベントも企画しており、こうしたメディアミックス展開は女性向けゲームとしては定番となった。
また、続編で声優入れ替えをすることが多い他社と違い、基本的に前作の声優が続投して起用されている。
2000年には『遙かなる時空の中で』、2003年には『金色のコルダ』と作品を発売し、いずれもシリーズ化されている。また『進撃の巨人』『バディミッション BOND』といった乙女ゲーム以外のジャンルのゲームも制作している。
その後は『アンジェリーク』が好きでゲーム業界を志望したというファンもスタッフに応募してくるようになった。スタッフには女性が多いが、いつも華やいだ雰囲気というわけではなく、時にはサバサバとした戦場のような雰囲気になることもあるとのこと。女性が多い職場であるがゆえに、女性が結婚や出産を経ても働き続けられる体制は社内でも特に整えられている。
2016年4月1日にメディア事業部がエンタテインメント事業部内のブランド別組織「ルビーパーティーブランド」となり、ブランド長には襟川の長女である襟川芽衣が就任した。